# Miss Hulk
Pour les articles homonymes, voir She (homonymie) et Hulk (homonymie).
Jennifer Walters, alias Miss Hulk (« She-Hulk » en VO) est une super-héroïne évoluant dans l'univers Marvel de la maison d'édition Marvel Comics. Créé par le scénariste Stan Lee et le dessinateur John Buscema, le personnage de fiction apparaît pour la première fois dans le comic book Savage She-Hulk #1 en février 1980.

## Création du personnage
À la fin des années 1970, la série de comics Incredible Hulk et son adaptation à la télévision connaissent un grand succès. Marvel Comics a alors peur de voir apparaître une série spin-off mettant en scène un Hulk de sexe féminin. En effet, l'entreprise de production Universal Television avait produit Super Jaimie à la suite du succès de L'Homme qui valait trois milliards. La création d'une telle série aurait valu à Marvel de ne pas avoir les droits sur cet hypothétique personnage.
Ainsi, Marvel appela Stan Lee pour créer un nouveau personnage Hulk en version féminine, afin de garder leurs droits sur la franchise.

## Historique de la publication
Miss Hulk a eu droit à huit séries régulières, ainsi que cinq one shots dont elle est l'héroïne principale.

### Séries régulières

#### Savage She-Hulk(1980-1982)
Le premier numéro de la série est publié en février 1980 tandis que le dernier est sorti en février 1982. La publication était mensuelle. Au total, la série éditée par Marvel Comics compte 25 numéros.
Stan Lee est l'écrivain du premier numéro et donne ensuite sa place à David Anthony Kraft. C'est d'ailleurs le dernier personnage créé par Stan Lee. John Buscema part également à l'issue du premier numéro. C'est Mike Vosburg qui lui succède. Divers coloristes, encreurs et lettreurs sont passés sur la série.

#### Sensational She-Hulk(1989-1994)

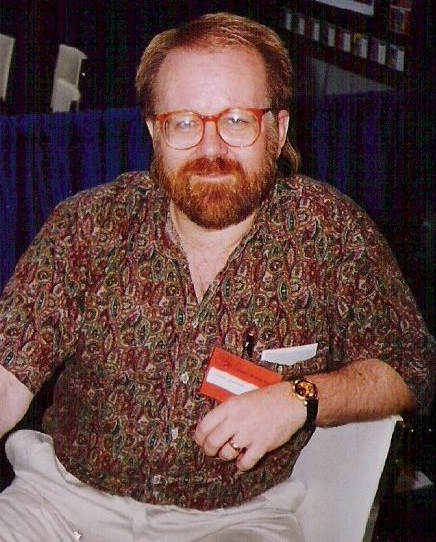
John Byrne en 1992 à la San Diego Comic Book Expo.

Le premier numéro de cette série sort en mai 1989 tandis que le dernier sort en février 1994. La série compte au total 60 numéros. Cette série est marquée par le passage de John Byrne en tant que scénariste et dessinateur (nos 1-8, 31–46,48–50) qui va être le premier à faire briser le quatrième mur à She-Hulk.

#### She-Hulk(1resérie) (2004-2005)
Dan Slott est le scénariste de cette série de 12 numéros. Le premier paraît en mai 2004, et le dernier en avril 2005. La parution de la série était mensuelle.
La série est séparée de la suivante par l'évènement House of M.
Le run de Slott permet de faire des critiques méta sur les comics notamment sur la continuité des publications.

#### She-Hulk(2esérie) (2005-2009)
Cette série prend la suite immédiate de la première après les évènements de House of M. Elle est toujours dirigée par Dan Slott puis par Peter David. Le premier numéro est sorti en décembre 2005, tandis que le dernier numéro est sorti en avril 2009. La série compte en tout en 38 numéros et avait une publication mensuelle. La série évoque notamment les évènements de Civil War (no 8), de Planet Hulk (nos 15-18) et de Secret Invasion (nos 31-33) .
Une série avec un numéro unique nommée She-Hulk: Cosmic Collision se déroule juste après les dernières aventures de la deuxième série. Peter David est toujours au scénario et est accompagné de Mahmud Asrar au dessin.

#### She-Hulk(3esérie) (2014-2015)
Cette série est confiée à Charles Soule. La série a connu une publication mensuelle. Le premier numéro est paru en avril 2014, et le dernier numéro en avril 2015 pour un total de 12 numéros.
La troisième série She-Hulk s'inscrit dans l'évènement éditorial All-New Marvel Now! un relaunch de l'univers Marvel. Cela fait suite aux évènements d'Infinity.

#### Hulk(4esérie) (2017)
Le scénario est confié à Mariko Tamaki au scénario. Divers artistes se sont succédé au cours de la série. Elle s'inscrit dans l'évènement éditorial Marvel Now! 2.0 qui est un relaunch après les évènements de Civil War II. La série commence en février 2017 et se termine en décembre 2017, elle est composée en tout de 11 numéros. La série n'a pas été appelée She-Hulk car cela implique des histoires légères avec Jennifer, tandis que le nom Hulk renvoie à une bataille avec le démon intérieur, selon l'éditeur de la série Axel Alonso.

#### She-Hulk(1resérie) (2018)
Marvel décide de repartir sur la première série, la numérotation reprend à partir du numéro 159. Cela fait suite au nouvel évènement éditorial Marvel Legacy qui est un relaunch faisant suite à l'évènement Secret Empire,. La numérotation prend en compte les séries précédentes : Savage She-Hulk (25 numéros), Sensational She-Hulk (60 numéros), She-Hulk Vol. 1 (12 numéros), She-Hulk Vol. 2 (38 numéros) , She-Hulk Vol. 3 (12 numéros) et Hulk Vol. 4 (11 numéros) .
La série est la suite immédiate de la précédente. Sa publication a commencée en janvier 2018 et s'est achevée en mai 2018, pour un total de 5 numéros. La publication de la série était mensuelle. Elle est toujours écrite par Mariko Tamaki, qui est accompagnée au dessin et à l'encrage par Jahnoy Lindsay pour les quatre premiers numéros, celui-ci est remplacé par Diego Olortegui pour le dernier numéro. L'équipe est complétée par Frederico Blee en tant que coloriste et par Travis Lanham en tant que lettreur.

#### She-Hulk(4esérie) (depuis 2022)
La quatrième série She-Hulk est confiée à Rainbow Rowell pour le scénario. C'est Rogê Antônio qui est l'illustrateur. Le premier numéro est sorti en mars 2022. La publication de la série est mensuelle .
La série est toujours en cours de publication.

## Biographie du personnage

### Origines
Jennifer Walters est une avocate née à Los Angeles. Elle est la cousine du scientifique Bruce Banner, alias le colosse vert nommé Hulk quand celui-ci se transforme.
Un jour, lors d'un règlement de comptes perpétré par le caïd Nicholas Trask, Jennifer est blessée par balle. De passage en ville, Bruce Banner lui donne son sang car il était compatible, mais la transfusion affecte Jennifer qui devient Miss Hulk, une sorte de version féminine de Hulk, enragée tout comme lui. Elle retrouve cependant rapidement son équilibre mental et toute son intelligence.

### Parcours
Miss Hulk entame ensuite une carrière solo de super-héroïne, et rejoint les Vengeurs à la demande de Janet Van Dyne (la Guêpe), les deux femmes devenant de grandes amies. Avec cette nouvelle activité de super-héroïne, elle cesse d'exercer son métier d'avocate.
Dans le cadre de l'équipe, elle rencontre et connaît une brève aventure d'un soir avec l'Eternel Starfox. Plus tard, elle est transportée sur le monde du Battleworld par le Beyonder, où elle prend part aux premières Guerres secrètes, et se confronte notamment pour la première fois avec la nouvelle Titania.
Elle remplace brièvement la Chose chez les Quatre Fantastiques quand celui-ci reste sur le Battleworld, et obtient le statut de membre détaché auprès des Vengeurs quand elle rejoint les Fantastiques. Elle rencontre aussi Wyatt Wingfoot et a une liaison avec lui.
Lors d'une opération de sauvetage sur l'Héliporteur du S.H.I.E.L.D., Jennifer Walters est irradiée et se retrouve coincée sous sa forme de MIss Hulk, mais cela ne la gêne pas car elle préfère cette forme. Ce blocage se révèlera par la suite comme étant avant tout psychologique. Peu après cet évènement, elle est engagée par le cabinet d'avocats de Blake Tower.
Elle a fait partie du groupe de super-héros qui ont disparu en s'opposant à Onslaught.
Elle sort pendant un temps avec le héros Luke Cage ; par ailleurs, sa version alternative venue de la Contre-Terre et créée par Franklin Richards, a une courte aventure avec le Fléau dont elle était à l'époque l'avocate.

### Avocate chez Goodman, Lieber, Kurtzberg & Holliway
Sous la plume du scénariste Dan Slott, Miss Hulk déménage du manoir des Vengeurs. Elle est de plus renvoyée du cabinet d'avocats dirigé par Blake Tower.
Elle est alors recrutée par le cabinet Goodman, Lieber, Kurtzberg & Holliway (en) pour travailler au sein du département des affaires super-humaines qui vient d'ouvrir. Le cabinet est temporairement détruit à la suite de l'attaque de l'une de ses pires ennemies, Titania, équipée alors de la Gemme du pouvoir.
À la suite de ce combat, Walters se trouve dans l'impossibilité de se transformer en Miss Hulk d'elle-même. Elle a alors besoin d'un « Gamma changer » pour devenir son alter-ego. Cependant, cette technologie doit se recharger et elle ne peut se transformer à sa guise. C'est le Docteur Strange qui arrivera à ôter son blocage mental, ce qui lui permettra de redevenir Miss Hulk à volonté.

### Civil War
Au cours du crossover Civil War, Jennifer Walters est l'avocate du jeune Robbie Baldwin (Speedball). Quand elle retourne sa veste et cherche à rejoindre la résistance organisée par Captain America, Red Richards, Doc Samson et Tony Stark décident de supprimer ses pouvoirs. Elle les récupère peu après.
Sous l’influence du pouvoir de Starfox, elle tombe follement amoureuse de John Jameson III, et se marie avec lui. Mais le divorce est prononcé après que le pouvoir de Starfox a cessé d'agir.
Quand Bruce Banner est envoyé dans l'espace par Tony Stark (Iron man) et les autres membres des Illuminati, débute l'évènement Planet Hulk. Miss Hulk est alors recrutée par le SHIELD et rejoint l'équipe Hulkbuster. Cette équipe a pour mission de traquer des créatures puissantes (l'Abomination, Wendigo, Zzzax) afin de tester le « projet Achilles » visant à créer un inhibiteur de pouvoirs, dans le but de maîtriser les super-vilains.

### World War Hulk
Lors du crossover World War Hulk, Miss Hulk apprend ce qui s'est passé pour son cousin Bruce Banner. Elle se rebelle alors contre Tony Stark, mais ce dernier qui ayant prévu le coup, utilise des nanobots du projet Achilles pour annuler ses pouvoirs.
Larguée de l'Heliporteur du SHIELD dans lequel elle se trouvait, elle est prise en stop par Amadeus Cho, alias Excello (septième intelligence de l'univers Marvel) et, grâce à son génie, le jeune homme parvient à lui rendre temporairement ses pouvoirs. Comme Hulk l'avait jadis aidé, Miss Hulk devient un des seuls personnages pro-Hulk.
Ses pouvoirs lui sont rendus une première fois par Tony Stark, pour qu'elle aide à évacuer Manhattan. Elle essaie de raisonner son cousin avant qu'il ne s'en prenne aux Illuminati, mais échoue. Après avoir de nouveau perdu ses pouvoirs, ceux-ci lui sont finalement rendus par Red Ridchards.

### Chasseuse de prime
Par la suite, Jennifer Walters est radiée du barreau et licenciée de son cabinet après s'en être pris physiquement à un client et avoir divulgué des informations couvertes par le secret professionnel, quand son client lui avait fait croire qu'il avait assassiné une cinquantaine d'enfants dans d'atroces conditions. Il s'agissait en fait d'un coup monté pour pousser Walters dans ses derniers retranchements et provoquer son renvoi.
Miss Hulk parcourt alors les routes des États-Unis en compagnie de Jazinda (en), une femelle skrull avec qui elle exerce la profession de chasseuse de primes ; à cette occasion, elle a une brève aventure d'un soir avec le dieu Hercule, après un combat au cours duquel les deux avaient dû faire équipe.

### Membre des Lady Liberators
Miss Hulk met ensuite sur pied une équipe de super-héroïnes, les « Lady Liberators », composée de Jane Storm (la Femme invisible), la Valkyrie, Thundra, Jazinda et d'elle-même, dans le but de renverser une dictature tyrannique fictive, Leghost. L'équipe compte en plus la X-woman Tornade lors d'une aventure cosmique, en partenariat avec les Gardiens de la Galaxie. Les héros se retrouvent confrontés à Enmity, une enfant d'Eternité.

### Avocate à son compte
Lors du run de Charles Soule, Jennifer Walters ouvre son propre cabinet d'avocat : « Law Offices of Jennifer Walters, PLLC ». Elle va notamment engager Hellcat en tant que détective pour son agence.

### Civil war II
Au début des évènements de Civil War II, Miss Hulk est très gravement blessée lors d'un affrontement avec Thanos. Après être sortie du coma, elle essaie de mener une vie normale. Cependant, son alter-ego verdâtre devient incontrôlable et enragé ; Miss Hulk prend alors une couleur grise et parle avec des phrases simples.
Avec la mort de son cousin, elle est brièvement surnommée « Hulk ».

## Famille
Source : Marvel-world.com
- William Morris Walters (père)
- Elaine Ann Banner-Walters (mère, décédée)
- Robert Bruce Banner (Hulk, cousin)
- Elizabeth « Betty » Ross-Banner (Miss Hulk rouge, cousine par alliance, décédée)
- Brian Banner (oncle, décédé)
- Rebecca Banner (tante par alliance, décédée)
- Skaar (neveu)
- Hiro-Kala (neveu, décédé)
- Lyra (Miss Hulk, nièce originaire d’une réalité alternative)
- Susan Elizabeth Banner (autrefois Susan Drake, tante, probablement décédée)
- Cassandra Walters-Pike (Brain, tante)
- David Pike (Brawn, oncle)
- John Jameson (l’Homme-Loup, ex-époux, mariage annulé)
- divers autres parents, à différents degrés, du côté de la famille Banner

## Pouvoirs et capacités

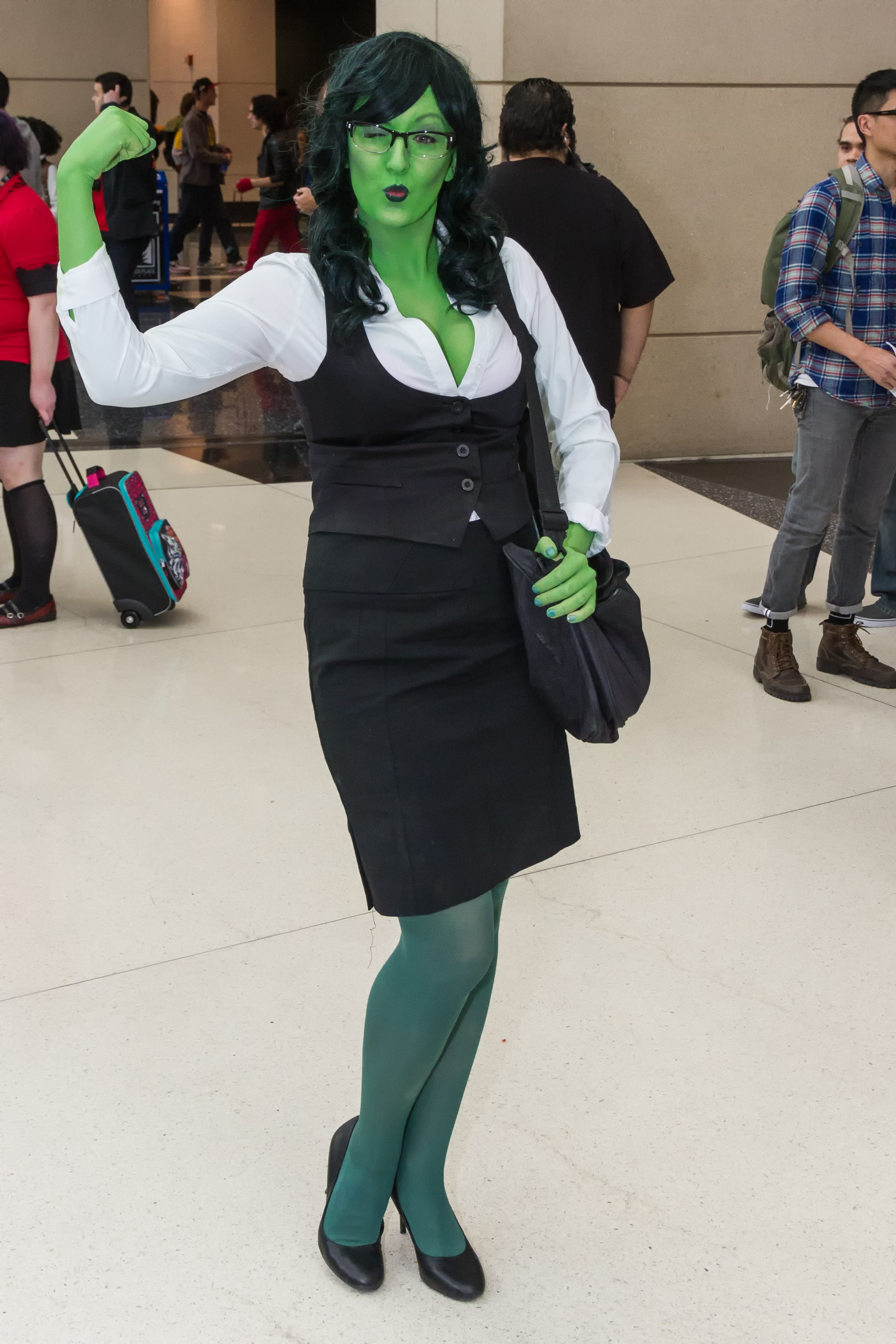
Cosplay de Miss Hulk en costume civil.

Comme son cousin Hulk, Miss Hulk possède une force, une endurance et une résistance surhumaines, mais à un degré moindre car sa mutation a été provoquée par une transfusion sanguine ; en contrepartie, cela n'altère pas sa personnalité.
À la différence de son cousin Bruce Banner, Jennifer Walters contrôle ses transformations, ce qui lui permet de changer de forme à volonté ; alors qu’elle en avait perdu l’habitude, elle a recommencé à utiliser cette capacité lorsqu’elle fut employée par le cabinet d'avocats Goodman, Lieber, Kurtzberg & Holliway (en). Quand elle se transforme, son esprit et ses capacités intellectuelles ne sont pas affectés, même si à ses débuts elle avait souvent des accès de colère.
En complément de ses pouvoirs, Miss Hulk est une excellente combattante au corps à corps, ayant été entraînée au début de sa carrière chez les Vengeurs par Captain America et, par la suite, par l'extraterrestre Gamora. Sous sa forme transmutée, elle conserve malgré sa masse augmentée une agilité étonnante. Sous son apparence humaine normale, elle ne possède pas de force surhumaine mais reste une experte en arts martiaux, capable de se débarrasser par elle-même de simples agresseurs. Dans son activité civile, Jennifer Walters est une juriste et une avocate chevronnée, diplômée d'un doctorat en droit, intelligente et très compétente dans son métier.
- À l’origine, Jennifer Walters était capable de soulever environ 50 tonnes sous son apparence de Miss Hulk. Durant son séjour chez les Quatre Fantastiques, elle s'est entraînée avec les accessoires spécialisés de la Chose, pour arriver à soulever environ 75 tonnes. Plus récemment, elle a commencé à s'entraîner sous sa forme humaine afin d’augmenter encore plus rapidement sa force quand elle se transforme en Miss Hulk ; elle est à présent capable de soulever (ou d'exercer une pression équivalente à) environ 100 tonnes[1].
- Sa peau verte résiste aux impacts de balles et de lasers. En cas de blessure, sa vitesse de guérison est très rapide.
- Elle se fatigue très peu et ne craint pas le froid intense ou le feu. Elle est aussi très résistante aux maladies terrestres connues.
- Tout comme Hulk, elle peut grâce à sa musculature surhumaine, sauter et faire des bonds dans les airs sur de grandes distances.

En fonction des scénaristes, Jennifer Walters peut avoir conscience d'être dans un comics et s'adresser directement au lecteur ou au dessinateur (une particularité qui a été reprise dans la série télévisée où elle apparaît).
Miss Hulk a pendant un temps été nommée « Magistrati », c'est-à-dire une représentation de l’entité cosmique connue sous le nom du Tribunal vivant, chargée de rendre à sa place (avec d'autres) la justice universelle dans l'univers Marvel.
À un moment donné, la Sorcière rouge lui jeta un sort pour assurer sa protection quand elle était engagée par le cabinet Goodman, Lieber, Kurtzberg & Holliway ; lorsque Miss Hulk redevenait Jennifer Walters, ses ennemis n'étaient plus capables de la voir. Sous son identité normale, elle était donc virtuellement invisible pour les ennemis de Miss Hulk. Cet enchantement est ensuite levé par le Docteur Strange (dans la deuxième série She-Hulk).

## Versions alternatives

### Earth-Charnel
Miss Hulk est l'un des rares derniers Vengeurs à combattre l'entité appelée Charnel. Il avait tourmenté sa terre de 2020 pendant des décennies. Elle avait passé deux de ces années en partenariat avec le Rhino. Elle est tuée au combat lors du combat final contre Charnel.

### Earth X
Dans la série Earth X, Jennifer Walters est tuée alors qu'elle est possédée par HYDRA ; l'être résultant devient une reine Hydra.

### Future Imperfect
Dans l'avenir alternatif de Maestro (en), Jennifer Walters s'appelle « Shulk » et son partenaire est Emil (l'Abomination) ; les deux combinent leurs forces pour combattre Maestro, mais sont continuellement vaincus.

### Marvel Her-oes
Une version adolescente de Miss Hulk apparaît comme l'un des principaux protagonistes de Marvel Her-oes, une série pour tous les âges écrite par Grace Randolph. Dans cette continuité, elle est la meilleure amie de la Janet van Dyne (la Guêpe) et ne sait pas qu'elle possède des super pouvoirs.

### Marvel Zombies
Dans la saga Marvel Zombies, Miss Hulk est aperçue à deux reprises : d'abord dans le tome 2, « Army of Darkness », faisant partie des Vengeurs réservistes essayant de contenir la contamination, puis dans le tome 3 , « Le Goût de la Mort », se faisant tuer par les Quatre Fantastiques après avoir dévoré les enfants de Jane Storm et Red Richards.

### Old Man Logan
Dans la réalité de Old Man Logan, Miss Hulk et un Hulk surchargé de rayons gammas ont eu une relation qui a donné naissance à un clan de Hulks extrêmement forts, mais mentalement limités, appelés le Hulk Gang.
Il a aussi été révélé que Miss Hulk a assisté Daredevil et Moon Knight lors d'un affrontement contre l'Enchanteresse et Electro à Manhattan, et qu'elle est morte lors du combat

### Spider-Gwen
Dans la continuité Spider-Gwen, Miss Hulk est une lutteuse célèbre qui est venue au lycée de Gwen Stacy, défiant les membres du public à un match de lutte semblable à celui de Crusher Hogan de la continuité principale.
Contrairement à Crusher, elle offre de donner l'argent à une œuvre de charité si elle perd. Gwen était prête à se battre contre Miss Hulk au cours de sa première semaine en tant que Spider-Woman, mais fut distraite quand un voleur menaça Ben Parker. Tandis que Ben et Gwen s'occupent du voleur, Miss Hulk laisse Mary Jane la vaincre afin qu'elle puisse faire un don à l’œuvre de charité.

## Publication du personnage

### Comics V.F.
En France, la première série de comic books Miss Hulk est parue dans les albums Miss Hulk publiés par Arédit-Artima à partir de la fin 1980. La 2e série, dans les numéros 152 à 192 de Nova chez Lug. La troisième, dans Miss Hulk chez Panini en 2005.

#### Panini Comics

##### Collection100% Marvel
| Titre           | Episodes V.O. contenus  | Date de publication | ISBN              |
| --------------- | ----------------------- | ------------------- | ----------------- |
| She-Hulk Tome 1 | She-Hulk vol. 4 nos 1-5 | 21 septembre 2022   | 979-10-391-0518-7 |

##### CollectionMarvel Deluxe
| Titre                                  | Episodes V.O. contenus                             | Date de publication | ISBN              |
| -------------------------------------- | -------------------------------------------------- | ------------------- | ----------------- |
| She-Hulk : La fille Gamma Gamma Gamma. | She-Hulk vol. 1 nos 1-12, She-Hulk vol. 2 nos 1-5. | 10 août 2022        | 979-10-391-0530-9 |

##### CollectionMarvel Intégrales
| Titre                                 | Episodes V.O. contenus   | Date de publication | ISBN              |
| ------------------------------------- | ------------------------ | ------------------- | ----------------- |
| Savage She-Hulk l'intégrale 1980-1981 | Savage She-Hulk nos 1-14 | 20 avril 2022       | 979-10-391-0532-3 |

##### CollectionMarvel Omnibus
| Titre                   | Episodes V.O. contenus                      | Date de publication | ISBN              |
| ----------------------- | ------------------------------------------- | ------------------- | ----------------- |
| She-Hulk par John Byrne | Sensational She-Hulk nos 1-8, 31-46, 48-50. | 6 juillet 2022      | 979-10-391-0534-7 |

##### CollectionMarvel-Verse
| Titre           | Episodes V.O. contenus | Date de publication | ISBN              |
| --------------- | --- | ------------------- | ----------------- |
| She-Hulk Tome 1 | Savage She-Hulk no 1, Sensational She-Hulk no 4, King Size Spider-Man Summer Special no 1, Avenging Spider-Man no 7, Guardians Team-Up no 4. | 10 août 2022        | 979-10-391-0531-6 |

## Apparitions dans d'autres médias
Sauf indication contraire, les informations mentionnées dans cette section peuvent être confirmées par la base de données cinématographiques IMDb,  présente dans la section « Liens externes ».

### Dans le MCU
Miss Hulk apparaît pour la première fois dans l'univers cinématographique Marvel (MCU) dans la mini-série télévisée qui lui est consacrée, She-Hulk : Avocate. Dans cette série, Jennifer Walters acquiert par accident les pouvoirs de son cousin Bruce Banner, ce qui lui permet d'être embauchée par le cabinet d'avocat de Los Angeles, « Goodman, Lieber, Kurtzberg & Holliway », où elle est spécialisée dans le droit des super-héros.

### Télévision
- 2006 : Les Quatre Fantastiques (série d'animation) — le personnage n’apparaît que durant un seul épisode, quand elle remplace temporairement la Chose.
- 2012 : Ultimate Spider-Man (série d'animation) — Miss Hulk n’apparaît qu'à la fin de la saison 3.
- 2013 : Hulk et les agents du S.M.A.S.H. (série d'animation)
- 2022 : She-Hulk : Avocate — interprétée par Tatiana Maslany

### Jeux vidéo
- 2011 : Marvel vs. Capcom 3: Fate of Two Worlds
- 2012 : Marvel Avengers Alliance
- 2013 : Lego Marvel Super Heroes
- 2014 : Marvel Heroes
- 2015 : Lego Marvel's Avengers
- 2017 : Lego Marvel Super Heroes 2
- 2020 : Fortnite